# Medjay
Medjay (traslitterato anche Medjai, Mazoi, Madjai, Mejay, in antico egizio: mḏȝ.y da mḏȝ) era il nome utilizzato dagli antichi Egizi per indicare la popolazione nubiana, che abitava la regione Medja del Sudan settentrionale.
Nel Nuovo Regno, il termine Medjay fu utilizzato per riferirsi a membri dell'esercito egizio impiegati come esploratori e guardie per siti di interesse dei faraoni.
Questo cambiamento nell'impiego del termine è più probabilmente dovuto a un cambiamento nella definizione, piuttosto che a una sostituzione delle popolazioni del Deserto orientale.

## Origini e servizi mercenari
La prima citazione dei Medjay nelle fonti scritte risale all'Antico Regno, quando furono elencati fra le popolazioni della Nubia da Weni, che all'epoca era un generale al servizio di Pepi I.
In questo periodo il termine Medjay si riferiva alla gente della regione di Medja, un distretto che si ritiene fosse situato appena a est della seconda cateratta, in Nubia.
Un decreto del regno di Pepi I, che elenca vari ufficiali, tra i quali un Sovrintendente di Medja, Irtjet e Satju, informa che, almeno in qualche misura, la Medja fosse soggetta al governo egizio.
Nel Medio Regno, la definizione di Medjay cominciò a cambiare per indicare più una tribù che un territorio (questo nonostante i riferimenti alla regione Medja continuassero ad esistere).
Resoconti scritti, come i dispacci di Semna, indicano i Medjay come popolo nomade del deserto.
In quanto genti itineranti, i Medjay lavoravano in tutti i settori della società egizia, come servitori a palazzo, impiegati dei templi, mercanti, ecc.
Lavoravano anche nelle fortificazioni egizie in Nubia e pattugliavano i deserti anche in collaborazione con altri soldati egizi quali gli Akhwty.
Talvolta erano anche impiegati come soldati, come si desume dalla Stele di Res e Ptahwer.
Durante il Secondo periodo intermedio furono utilizzati anche nella campagna di Kamose contro gli Hyksos, risultando strumentali per la trasformazione dello Stato egizio in una potenza militare.

## Forza di polizia
Durante la XVIII dinastia del Nuovo Regno, i Medjay erano una forza paramilitare d'élite con funzioni di polizia.
Il termine pertanto non si riferiva più a un gruppo etnico e, nel corso del tempo, esso divenne sinonimo di forza di polizia in generale.
Essendo una forza di polizia d'élite, i Medjay erano spesso impiegati per la protezione di aree di particolare valore, soprattutto le aree di interesse dei faraoni, quali le città capitali, le necropoli reali e i confini dell'Egitto.
Sebbene siano principalmente noti per la protezione da loro data ai palazzi e alle tombe reali di Tebe e delle aree circostanti, i Medjay sono noti anche per essere stati utilizzati sia nell'Alto sia nel Basso Egitto. Ogni unità regionale aveva i propri capitani. Sono noti capi dei Medjay anche del Nuovo Regno, ma quel titolo è probabilmente utilizzato per indicare persone incaricate di realizzare edifici e di approvvigionare i materiali costruttivi.
Dapprincipio, il gruppo consisteva unicamente di persone che erano considerate etnicamente dei Medjay e discendevano dall'antico gruppo tribale.
Nel corso del tempo, via via che persone egizie assumevano il loro ruolo, la situazione cambiò. Sulla base delle fonti scritte, si rileva che vari capi e capitani Medjay possedevano nomi egizi ed erano ritratti come Egizi.
Non è ben noto agli egittologi la causa di questo cambiamento, ma si può ritenere che, per il fatto che i Medjay erano considerati un corpo di guerrieri d'élite, molti Egizi si unirono ad essi per conseguire un simile status.

## Scomparsa dei Medjay
Dopo la XX dinastia, nelle fonti scritte egizie il termine Medjay non è più utilizzato.
Gli egittologi ignorano se l'impiego come "Medjay" fu abolito o se il nome dell'impiego fu sostituito con un altro. Comunque, esiste una discussione in merito alla corrispondenza fra i Meded, un gruppo di persone che combatterono contro il Regno di Kush nel V e nel IV secolo a.C., e i Medjay.
Ciò nonostante non vi è dubbio che i Medjay svolsero un ruolo importante nell'antico Egitto, prima come mercenari stranieri al servizio dell'esercito egizio, poi come forza di polizia paramilitare che sorvegliava palazzi e tombe reali.

## Nella cultura di massa
Nel film del 1999 La mummia e nel suo sequel del 2001 La mummia - Il ritorno, i Medjay sono citati come guardie del corpo personali del faraone Seti I, sebbene nel doppiaggio italiano del primo film vengano chiamati Horas.
Nel videogioco Assassin's Creed: Origins, ambientato nel I secolo a.C., il protagonista Bayek è indicato come "l'ultimo dei Medjay".